# 2017 у театрі

## Події

### Театральні починання
- 7 вересня — розпочала роботу «Сцена 6» — перформативний майданчик Довженко-Центру
- 21 листопада — Рішенням Київської міської ради V сесії VIII скликання прийняте рішення N 499/3506 про перейменування деяких театрально-видовищних закладів культури комунальної власності територіальної громади міста Києва. Театри «Золоті ворота» та «Новий драматичний театр на Печерську» отримали статус академічного. Після відповідних процедур театрально-видовищний заклад культури «Київський експериментальний театр „Золоті ворота“» (ЄДРПОУ 13684980) буде перейменовано у театрально-видовищний заклад культури «Київський академічний театр „Золоті ворота“», а комунальний заклад «Театрально-видовищний заклад культури „Новий драматичний театр на Печерську“» (ЄДРПОУ 02173472) — у театрально-видовищний заклад культури «Київський академічний театр на Печерську».[1]

### Театр, ЗМІ та блогосфера
- На каналі bitlive виходила філософська програма про театр «Чому собаки не ходять до театру». Беззміному ведучому Славі Жилі спершу соведучою виступала Ярослава Кравченко, згодом — Стас Жирков. З березня по вересень загалом вийшло 10 випусків, гостями в яких були Ігор Тихоміров, Дмитро Соловьов, Влада Бєлозоренко, Дмитро Саратський, Ксенія Вертинська, Діна Попова, Даша Малахова, Олеся Жураківська, Дмитро Рибалевський, Віталіна Біблів.[2]
- липень — Розпочав роботу блог Наталі Болгарової «Про кіно та театр: Некритичні нотатки глядача про вистави, прем'єри театрів та новинки кіно». Першими текстами стали публікації присвячені виставам за п'єсами Артура Міллера: «Вид з мосту» (театр Лесі Українки) та «Всі мої сини» (Театр імені Івана Франка)[3]

## Опубліковані п'єси
- «Погані дороги» Наталії Ворожбит — п'єса написана для Royal Court (наприкінці 2017 року була поставлена у лондонському театрі)[4]
- Драмовичок: антол. сучас. укр. драматургії для дітей та підлітків / авт. і упоряд. проекту Н. Мірошніченко [та ін.]; ред. Н. Симчич; худож. оформ. М. Мірошниченка. — Київ: НЦТМ ім. Леся Курбаса, 2017. — 461 с.[5]

## Прем'єри
Січень
- 8 січня —
  - «Дорога до Різдва» Ольги Гапи (реж. Ольга Гапа, Перший український театр для дітей та юнацтва, м. Львів)

- 15 січня —
  - «Зачарована принцеса» Ладислава Дворського і В'ячеслава Полянського (реж. Олена Бондар-Сєрова, Львівський академічний драматичний театр імені Лесі Українки)
  - «Літаючий лікар» Мольєра (реж. Іван Данілін, Артпроєкт «На перехресті», м. Чернівці)
  - «Танцюючий ураган» Богдана Базилевича (реж. Богдан Базилевич, Коломийський академічний обласний український драматичний театр імені Івана Озаркевича)

- 22 січня —
  - «Нетутешній» за п’єсою «Чи знаєте ви чумацький шлях?» Карла Ветлінгера (реж. Катерина Степанкова, Київська академічна майстерня театрального мистецтва «Сузір'я»)

- 23 січня —
  - «Осінь на Плутоні» концепція та драматургія Сашка Брами спільно з Андре Ерлен та Марією Бакало (реж. Сашко Брама, Андре Ерлен, Марія Бакало, Проект Сашка Брами, м. Львів)

- 24 січня —
  - «Та, котру любили» Романа Горака (реж. Алла Бабенко, Національний академічний український драматичний театр імені Марії Заньковецької)

- 25 січня —
  - «Сойчине крило» Івана Франка (реж. Євдокія Тіхонова, Донецький академічний обласний драматичний театр, м. Маріуполь)

Лютий
- 4 лютого —
  - «Hamlet» неоопера за мотивами трагедії Вільяма Шекспіра у перекладі Юрія Андруховича (реж. Ростислав Держипільський, Івано-Франківський академічний обласний музично-драматичний театр імені Івана Франка) (композитори — Роман Григорів та Ілля Разумейко)
  - «Кольори» Павла Ар'є (реж. Влада Бєлозоренко, Київський академічний театр «Золоті ворота») (останню виставу зіграли 26 червня 2021 року)

- 11 лютого —
  - «Саша, винеси сміття» Наталка Ворожбит (Тамара Трунова, Київський академічний Молодий театр)[6]

- 25 лютого —
  - «Серпень: графство Осейдж» Трейсі Леттс; реж. Стас Жирков, Київський академічний Молодий театр)
  - «Якось воно буде…» за мотивами оповідань Остапа Вишні (реж. Ігор Славинський, Театральна майстерня Миколи Рушковського[ru])

Березень
- 5 березня —
  - «Сьогодні вечері не буде» за мотивами третьої частини п'єси «Хворі» Антоніо Аламо (реж. Жуль Одрі (Франція), Київський академічний театр «Золоті ворота»)

- 11 березня —
  - «Легені» Дункана МакМіллана (реж. Євген Мерзляков, Луганський обласний академічний український музично-драматичний театр, м. Сєвєродонецьк)
  - «Подорож Аліси до Швейцарії» Лукаса Берфуса[en] (реж. Станіслав Мойсеєв, Національний академічний драматичний театр імені Івана Франка, м. Київ)

- 18 березня —
  - «12-та ніч, або Що захочете» за п'єсою Вільяма Шекспіра (реж. Дмитро Богомазов, Київський академічний театр драми і комедії на лівому березі Дніпра)

- 25 березня —
  - «Гидке каченя» Володимира Синакевича за мотивами казки Г. Андерсена (реж. Михайло Урицький, Київський академічний театр ляльок)[7]

- 31 березня —
  - «Під небом синім» Девіда Елдріджа (реж. Тамара Трунова, Київський національний академічний театр оперети)[8][9]

Квітень
- 9 квітня —
  - «Розбійник Лис та шериф Кролик» Катерини Лук’яненко за мотивами «Казок дядечка Римуса» Джоеля Гарріса та мультфільму «Зоотрополіс» (реж. Катерина Лук'яненко, Херсонський обласний театр ляльок)[10]

- 17 квітня —
  - «Любов)» за мотивами драми «Блакитна троянда» Лесі Українки (реж. Артем Вусик, Львівський академічний драматичний театр імені Лесі Українки)[11]

- 25 квітня —
  - «Вгору по річці» балет на 1 дію за мотивами оповідання «Загадкова історія Бенджаміна Баттона» Френсіса Фіцджеральда на музику Олександра Родіна (реж. Раду Поклітару, Київ Модерн-балет)

Травень
- 14 травня —
  - «Вона — земля» Ростислава Держипільського за новелами «Моє слово», «Виводили з села», «Марія», «Сини», «Діточа пригода», «Вона — земля» Василя Стефаника (реж. Ростислав Держипільський та Наталка Половинка, Івано-Франківський академічний обласний музично-драматичний театр імені Івана Франка)[12]

- 18 травня —
  - «Кефір, зефір і кашемір» за п'єсою «Б'ютіфул лайф» Марини Смілянець (реж. Поліна Кіно, Театр на Михайлівській, м. Київ)[13]

Червень
- 15 червня —
  - «Інтерв'ю з відьмами» Євгена Корняга (реж. Євген Корняг, Одеський обласний театр ляльок)[14]
  - «Політично ненадійний» вистава з листів, художніх творів, спогадів Івана Франка, його сучасників та дослідників (реж. Катерина Чепура, Чесний театр, Київ)[15]

- 23 червня —
  - «Вій. Докудрама» Наталки Ворожбит за мотивами повісті Миколи Гоголя (реж. Андрій Бакіров, Чернігівський обласний академічний український музично-драматичний театр імені Тараса Шевченка)

- 24 червня —
  - «Бременськi музиканти» Василя Лiванова, Юрiя Ентiна, Геннадiя Гладкова (реж. Леонiд Попов[ru], худ. Микола Данько, констр. Євген Невинський, Київський академічний театр ляльок)[16]

- 28 червня —
  - «Блажений острів, або Отак загинув Гуска» Миколи Куліша (реж. Марія Грунічева, Київський академічний театр «Колесо»)

- 29 червня —
  - «За двома зайцями» балет Юрія Шевченко, лібрето Тетяни Андреєвої за мотивами п'єси Михайла Старицького (реж. Віктор Литвинов, Національний академічний театр опери та балету України імені Тараса Шевченка)

Липень
- 2 липня —
  - «Богема» опера Джакомо Пуччіні, лібрето Луїджі Ілліка та Джузеппе Джакоза за романом «Сцени з життя богеми» Анрі Мюрже (дир. Сергій Голубничий, реж. Віталій Пальчиков, Київський муніципальний академічний театр опери та балету для дітей та юнацтва)

Серпень
- 20 серпня —
  - «Крым мой. Отчет о путешествии, которого никогда не было» (PostPlay театр)

Вересень
- 13 вересня —
  - «Африканські казки» Марії Грунічевої за казкою Рока Крепена Мфані Піно (реж. Марія Грунічева, Київський академічний театр «Колесо»)

- 16 вересня —
  - «Алі-Баба» Веніаміна Смєхова (реж. Михайло Урицький, Київський муніципальний академічний театр ляльок)[17]
  - «Різня» Ясміни Рези (реж. Влада Бєлозоренко, Київський академічний Молодий театр)

- 17 вересня —
  - «Мій домашній дикий лис» Марини Смілянець (реж. Віталій Кіно, Театр для дітей «Сонечко», м. Київ)[18]

Жовтень
- 7 жовтня —
  - «Стара пані висиджує» за п'єсою Тадеуша Ружевича (реж. Ірина Волицька, Театр у кошику, м. Львів)

- 11 жовтня —
  - «Тату, ти мене любив?» за п’єсою «Тихий шорох зникаючих кроків» Дмитра Богославського (реж. Стас Жирков, Київський академічний театр «Золоті ворота»)[19]

- 15 жовтня —
  - «Ангелик, що загубив зірку» Неллі Швейко-Медведєвої (реж. Віталій Гольцов, Чернігівський обласний театр ляльок імені Олександра Довженка)[20]
  - «Бременські музиканти» Юрія Ентіна, Василя Ліванова (реж. Костянтин Гросман, Миколаївський обласний театр ляльок)

- 27 жовтня —
  - «Гамлет» за п'єсою Вільяма Шекспіра (реж. Олексій Кравчук, Львівський театр естрадних мініатюр «І люди, і ляльки»)[21]

Листопад
- 2 листопада —
  - «Наша кухня» Асі Котляр; реж. Григорій Зіскін, Київський Національний академічний театр російської драми імені Лесі Українки, м. Київ)

- 3 листопада —
  - «Дідона та Еней» опера Генрі Перселла; реж. Тамара Трунова, Open Opera Ukraine, м. Київ)

- 11 листопада —
  - «Чоловік перед дзеркалом» Євгена Камінського та Влада Царьова; реж. В'ячеслав Гіндін, Ігор Мірошниченко, Антреприза) (моновистава Віктора Андрієнка. Прем'єру зіграли на сцені Полтавського академічного театру ім. Миколи Гоголя)[23]

- 17 листопада —
  - «Олеся. Містифікація» за мотивами повісті «Олеся» Олександра Куприна (реж. Іван Уривський, Одеський обласний театр ляльок)[24]
  - «Розбитий глек» за однойменною п'єсою Генріха фон Кляйста; реж. Роман Мархоліа, Національний академічний драматичний театр імені Івана Франка)

- 18 листопада —
  - «По вулиці моїй…» за поезією Геннадія Шпалікова, Євгена Євтушенка, Белли Ахмадуліної, Андрія Вознесенського, Булата Окуджави, Олександра Галича (реж. Софія Пісьман, Театральна майстерня Миколи Рушковського[ru])
  - «Пливе човен казок повен» за мотивами народних казок: «Вовк і семеро козенят», «Ворон і яблуня» та «Горщик каші» (реж. Олена Ткачук, Рівненський академічний обласний театр ляльок)

- 19 листопада —
  - «Блуд» Андрія Попова за мотивами роману «Священна книга перевертня»[ru] Віктора Пелевіна (реж. Андрій Попов, Український малий драматичний театр, м. Київ)
  - «Маргарита й Абульфаз» за мотивами «Время секонд-хэнд: конец красного человека» Світлани Алексієвич (реж. Ірина Калашнікова, Львівський обласний академічний музично-драматичний театр імені Юрія Дрогобича, м. Дрогобич)
  - «Пустотливе жабеня» Надії Крат за мотивами казки Тамари Коломієць (реж. Надія Крат, Львівський театр естрадних мініатюр «І люди, і ляльки»)

- 24 листопада —
  - «Калігула» Альбера Камю (реж. Олексій Кравчук, Львівський академічний драматичний театр імені Лесі Українки)[25]

- 25 листопада —
  - «Життя попереду» Еміля Ажара (реж. Дмитро Богомазов, Київський академічний театр драми і комедії на лівому березі Дніпра)

- 26 листопада —
  - «Порцеляновий кролик» Варвари Вороніної за мотивами роману-казки «Дивовижна подорож кролика Едварда» Кейт ДіКамілло (реж. Варвара Вороніна, Дніпропетровський міський молодіжний театр-студія «Віримо!»)[26]
  - «Як врятувати Мережину» Лани Ра (реж. Вероніка Золотоверха, Луганський обласний академічний український музично-драматичний театр)[27]

- 30 листопада —
  - «На Західному фронті без перемін» Олексія Гнатковського за мотивами роману «На Західному фронті без змін» Еріха Марія Ремарка (реж. Олексій Гнатковський, Івано-Франківський академічний обласний музично-драматичний театр імені Івана Франка)[28]

Грудень
- 5 грудня —
  - «Різдвяна історія» за повістю Чарлза Діккенса (реж. Олена Апчел, Львівський академічний драматичний театр імені Лесі Українки)[29]

- 16 грудня —
  - «О ДВА» за п'єсою «Кисень» Івана Вирипаєва (реж. Влада Бєлозоренко, Дикий Театр, м. Київ)[30]

- 17 грудня —
  - «Принцеса на даху» Елінор Фарьеон (реж. Михайло Урицький, Київський муніципальний академічний театр ляльок)[31]

- 23 грудня —
  - «Про Коника-стрибунця та Великий стрибок» за мотивами казки «Коник і равлик» Дональда Біссета[ru] (реж. Михайло Яремчук, Київський театр маріонеток)

- 28 грудня —
  - «Дихання» Дункана МакМіллана (реж. Євген Худзик, Львівський театр ім. Л. Курбаса)

- 30 грудня —
  - «Чому ростуть діти?» Григорія Усача (реж. Катерина Лук'яненко, Київський державний академічний театр ляльок)

Без дати
- - (???) «Бабуся і Ведмідь» Олександра Олеся (реж. Ярослав Грушецький, Івано-Франківський академічний обласний театр ляльок імені Марійки Підгірянки)

## Фестивалі
- 22 — 30 вересня — VI Відкритий фестиваль альтернативного театру «Золота Хортиця — 2017» (м. Запоріжжя)
- 1 — 4 жовтня — XVI Міжнародний фестиваль театрів ляльок «Інтерлялька» (Закарпатський академічний театр ляльок «Бавка», м. Ужгород)
- 4 — 6 жовтня — XIV Міжнародний театральний фестиваль жіночих монодрам «Марія» (Національний академічний музично-драматичний театр ім. І.Франка, м. Київ)
- 5 — 8 жовтня — V Міжнародний театральний фестиваль «JoyFest» (м. Київ)
- 6 — 7 жовтня — Міні-фестиваль режисерів-фіналістів театральної програми «Taking the Stage 2017» (м. Київ, Центр незалежного театру Сцена 6)
- 9 — 13 жовтня — Х Міжнародний фестиваль театрів ляльок «Подільська лялька» (Вінницький академічний обласний театр ляльок, м. Вінниця)
- 14 — 21 жовтня — «Тиждень актуальної п'єси» (м. Київ)
- 14 — 15 жовтня — Театральний фестиваль незалежних театрів «Вільна сцена» (м. Київ)
- 19 — 22 жовтня — III Відкритий театральний фестиваль «Комора» (м. Кам'янець-Подільський)
- 20 — 27 жовтня — «Слов'янські театральні зустрічі» (Чернігівський обласний академічний музично-драматичний театр ім. Т. Шевченка)
- 20 — 28 жовтня — V Фестиваль «Амплуа»
  - з 20 жовтня у м. Запоріжжя
  - з 28 жовтня приєднуються театри Києва та Березані
- 22 — 31 жовтня — Регіональний фестиваль комедії «Золоті оплески Буковини» (Чернівецький музично-драматичний театр імені Ольги Кобилянської, м. Чернівці)[32]
- 27 жовтня — Всеукраїнський театральний фестиваль жіночої творчості ім. Марії Заньковецької (Ніжинський академічний український драматичний театр ім. Ю. Коцюбинського)
- 27 — 29 жовтня — Міжнародний фестиваль-конкурс хореографії «Day Of Dance 2017» (м. Львів)
- 30 жовтня — 3 листопада — Міжнародний театральний фестиваль «Театронік» (м. Харків)
- грудень — Театральний фестиваль камерних вистав Andriyivsky Fest. Ukrainian Format (Київський академічний театр «Колесо», м. Київ)[33]
- грудень — Віртуальний фестиваль «Граємо Куліша»[33]
  - (???) — I Міжнародний театральний фестиваль камерних вистав Andriyivsky Fest (м. Київ, театр «Колесо»)
  - (???) Фестиваль «Вересневі самоцвіти»
  - (???) Незалежний інтерактивний містичний фестиваль авторів «Німфа» (м. Київ)
  - (???) Всеукраїнський театральний фестиваль камерного театрального мистецтва «Під цвітом сакури» (Закарпатський академічний обласний український музично-драматичний театр імені братів Юрія-Августина та Євгена Шерегіїв, м. Ужгород)
  - (???) «Тернопільські театральні вечори. Дебют»

## Нагороди
- Премія імені Леся Курбаса —
- Премії НСТДУ
  - Премія «Наш Родовід»
  - Премія імені Марії Заньковецької
  - Премія імені Мар'яна Крушельницького
  - Премія імені Панаса Саксаганського[34]
  - Премія імені Сергія Данченка
  - Премія в галузі театрознавства і театральної критики
  - Премія імені Вадима Писарєва
  - Премія імені Віктора Афанасьєва в галузі лялькового театру
  - Премія імені Федора Нірода в галузі сценографічного мистецтва
  - Премія імені Віри Левицької (США—Україна)
  - Премія імені Миколи Садовського
  - Премія імені Володимира Блавацького (США—Україна)
  - Премія імені Марка Бровуна

## Звання

### Народний артист України
- Гуменецька Олександра Григорівна — артистка драми Національного українського драматичного театру ім. М. Заньковецької, Львів[35]

### Заслужений артист України
- Бервецький Юрій Зіновійович — диригент-постановник Львівського національного академічного театру опери та балету імені Соломії Крушельницької[35]
- Ганіна Тетяна Михайлівна — солістка опери державного підприємства «Національний академічний театр опери та балету України імені Т.Г.Шевченка» (м. Київ)[36]
- Годжевська Світлана Анатоліївна — солістка опери державного підприємства «Національний академічний театр опери та балету України імені Т.Г.Шевченка» (м. Київ)[36]
- Гоменюк Микола Миколайович — артист Чернівецького академічного обласного українського музично-драматичного театру імені О.Кобилянської[35]
- Ісупова Анастасія Германівна — провідна солістка балету Львівського національного академічного театру опери та балету імені Соломії Крушельницької[36]
- Паламарчук Жанна Степанівна — артистка драми Вінницького обласного академічного українського музично-драматичного театру імені М.К.Садовського[36]
- Рибалевський Дмитро Олексійович — артист драми Національного драматичного театру ім. І. Франка, Київ[35]
- Сілантьєва Олена Миколаївна — артистка Національного академічного театру російської драми імені Лесі Українки, Київ[35]

### Заслужений працівник культури України
- Дмитрієва Тетяна Петрівна — заступник генерального директора Національного академічного театру російської драми імені Лесі Українки, Київ[36]

## Конкурси на заміщення керівних посад
- 12 січня — Весельський Дмитро Вадимович, директор-художній керівник Українського малого драматичного театру (м. Київ)[37][38]
- 1 березня — Мороз Уляна Володимирівна, директорка-художня керівниця Львівського обласного театру ляльок»[39]
- 13 березня — Вовкун Василь Володимирович, генеральний директор-художній керівник Львівського національного академічного театру опери та балету ім. Соломії Крушельницької
- 30 березня — Глеба Юрій Федорович, директор-художній керівниу Мукачівського драматичного театру[40]
- 1 серпня — Жирков Станіслав Ігорович, директор-художній керівник Київського експериментального театру «Золоті ворота»[41][42]
- 4 вересня — Пужаковська Ольга Олександрівна, директорка-художня керівниця Львівського академічного драматичного театру ім. Лесі Українки (на посаду претендували Тарас Кіцинюк, підприємець та колишній актор театру ім. Лесі Українки; Євген Лавренчук, театральний діяч; Оксана Цимбал, колишня акторка театру ім. Леся Курбаса; Микола Яремків, актор, режисер)[43][44]
- 29 серпня — Оріщенко Олег Володимирович — генеральний директор-художній керівник Харківського національного академічного театру опери та балету ім. Миколи Лисенка (на посаду також претендували заступник начальника відділу міжнародних зв'язків Юрій Логвінов та музичний керівник театру Віктор Плоскина)[45]
- 12 жовтня — Богомазов Дмитро Михайлович — головний режисер Національного академічного драматичного театру ім. Івана Франка[46]
- 19 жовтня — Пивоварова Юлія Анатолївна, директорка-художня керівниця одеського АУМДТ ім. В. Василька (Одеського академічного українського музично-драматичного театру ім. В. Василька»[47]

## Діячі театру

### Померли

Дмитро Мар'янов (47)
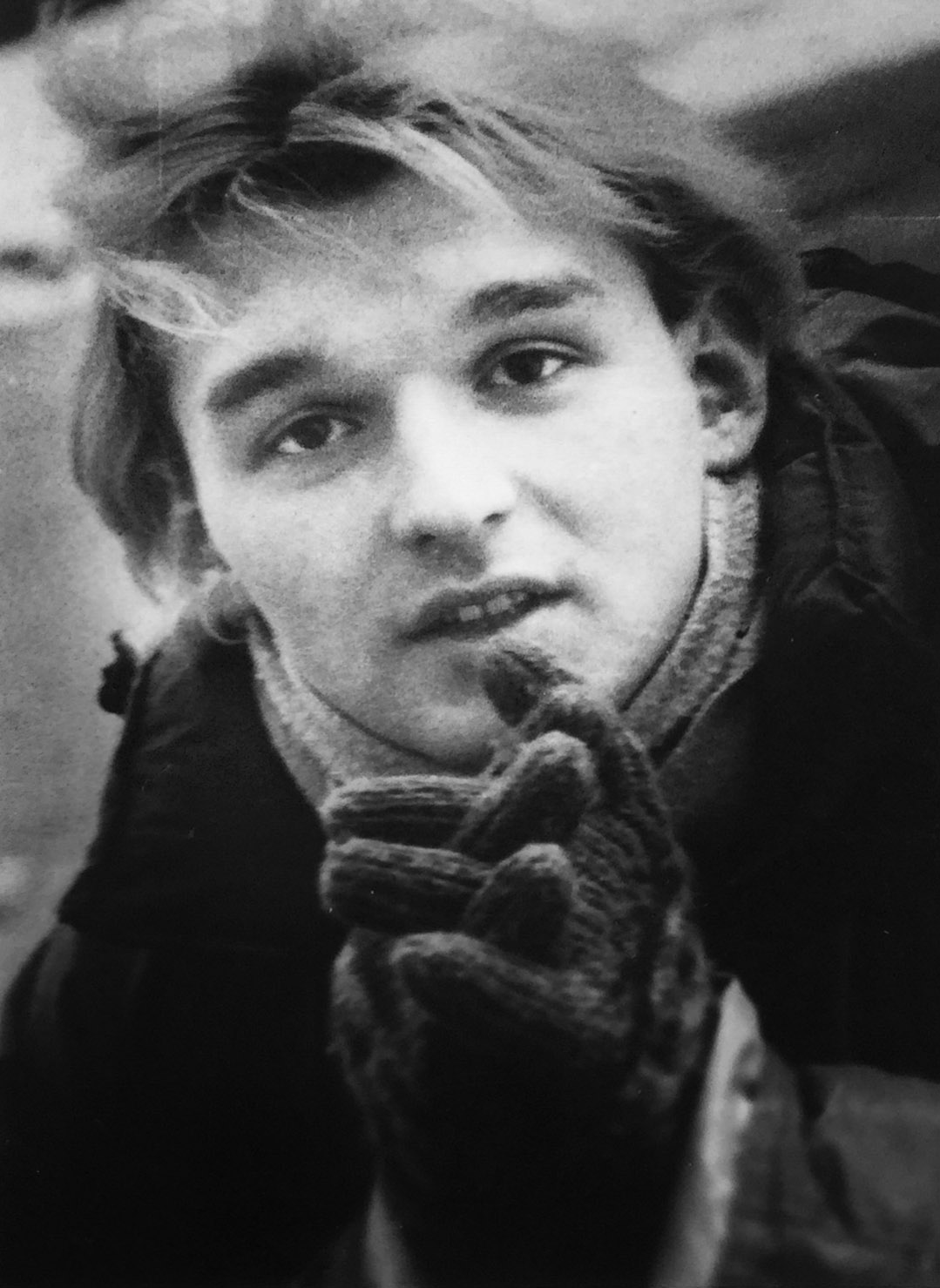
Сергій Губерначук (48)
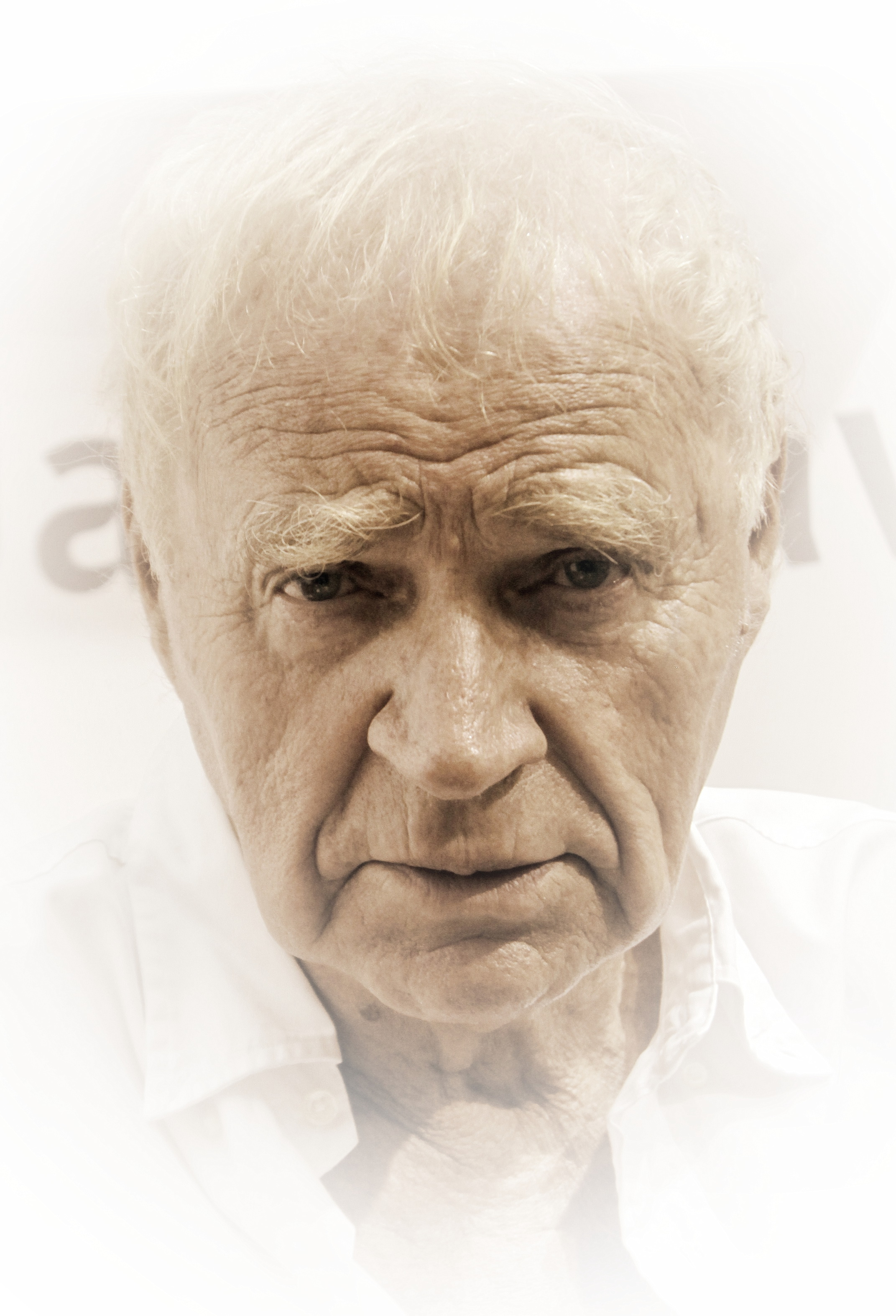
Януш Гловацький (78)

Лютий
- 5 лютого —
  -  Вадим Яковенко (64) — український актор театру і кіно, прозаїк, художник
- 7 лютого —
  -  Дмитро Чайковський (94) — український театральний режисер, актор, педагог, професор[48]

Липень
- 6 липня —
  -  Володимир Антонов (80) — радянський і український актор, 40 років пропрацював артистом Харківський театр для дітей та юнацтва. Перший народний артист України незалежної України (1991)[49]

Серпень
- 19 серпня —
  -  Януш Гловацький (78) — польський прозаїк, драматург, сценарист[50]

Жовтень
- 15 жовтня —
  -  Дмитро Мар'янов (47) — російський актор і телеведучий
- 29 жовтня —
  -  Ігор Равицький (70) — український театральний режисер, Заслужений артист УРСР (1981), Народний артист України (2000)[51]

Листопад
- 7 листопада —
  -  Юрій Сікало (80) — український театральний режисер, головний режисер Київського державного академічного театру ляльок, народний артист України (2009), заслужений діяч мистецтв Польщі.[52]
- 11 листопада —
  -  Василь Селезінка (84) — актор, письменник, журналіст, театральний і телевізійний режисер, театральний критик, музикант, педагог, краєзнавець, громадсько-культурний діяч. Член Спілки журналістів України (1973), Заслужений діяч мистецтв України (2005)[53]

Грудень
- 3 грудня —
  -  Наталія Бучма (74) — український театральний режисер і педагог
- 7 грудня —
  -  Сергій Губерначук (48) — український театральний актор, поет

## Театральна література
- Євген Васильєв. Сучасна драматургія: жанрові трансформації, модифікації, новації: монографія. — Луцьк : ПВД «Твердиня», 2017. — 532 с. — 300 прим. — ISBN 978-617-517-276-6.[54]
- Олег Вергеліс. Театр, де розбиваються серця. — Київ : Журнал «Радуга», 2017. — 336 с. — ISBN 978-966-281-098-1.[55][56]
- Олег Зайцев, Людмила Попова. Художник театру Емма Зайцева: монографія. — Ужгород : «Аутдор Шарк», 2017. — 143 с. — ISBN 978-617-7132-66-9.
- Демідко О. О. Ілюстрована історія театральної культури Маріуполя: монографія. — Київ : КИТ, 2017. — 276 с. — 300 прим. — ISBN 978-617-7504-11-4.